# 优美鲍螺
优美鲍螺（学名：Haliotis venusta），是原始腹足目鲍螺科鲍螺属的一种。主要分布于中国大陆、台湾，常栖息在潮间带岩石。